# Notre-Dame de Paris (comédie musicale)
Pour les articles homonymes, voir Notre-Dame de Paris.
Notre-Dame de Paris est une comédie musicale française et québécoise, dont la première fut jouée le 16 septembre 1998 à Paris au Palais des congrès. Cette comédie musicale s'inspire du roman éponyme de Victor Hugo. Le parolier en est Luc Plamondon et le compositeur Richard Cocciante, avec une mise en scène de Gilles Maheu.
Cette comédie musicale à succès a été jouée dans plus de vingt pays et a été adaptée en huit langues (anglais, italien, espagnol, russe, coréen, néerlandais, polonais et mandarin) pour plus de 4 300 représentations. Le 5 janvier 2019 marque la cinq millième représentation dans le cadre du vingtième anniversaire du spectacle.

## Intrigue

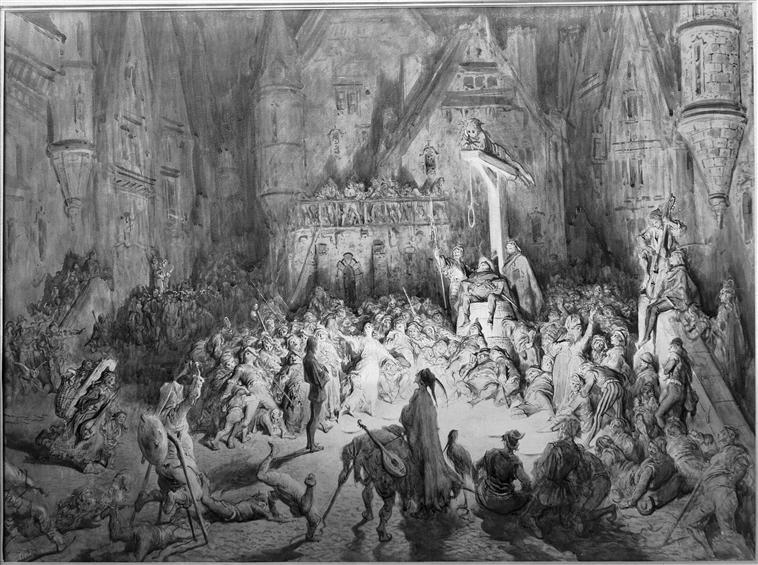
La cour des Miracles. Illustration de Gustave Doré pour Notre-Dame de Paris de Victor Hugo dans une réédition de 1860.

En l'an de grâce 1482, Gringoire, troubadour, entreprend de raconter une histoire dont il a été témoin.
Les Bohémiens, guidés par Clopin, arrivent à Paris et comptent s’y installer quelque temps. Mais cela ne plaît pas à Claude Frollo, archidiacre de la cathédrale Notre-Dame. Utilisant le pouvoir de l’Église, il convainc Phœbus, un jeune chevalier et chef des archers du roi, de les expulser. Pourtant, il n’avait pas prévu que, parmi ces sans-papiers, se trouverait une jeune femme dont Phœbus tomberait amoureux. Du nom d’Esmeralda, très jolie, elle a la protection de Clopin et est « la reine de la Cour des miracles »… Naïve, elle tombe sous le charme de ce beau chevalier, ignorant qu’elle est également désirée par deux autres personnes.
Cette situation crée alors un carré amoureux entremêlé à un autre triangle amoureux. En effet :
- Phœbus doit se marier à Fleur-de-Lys, une jeune demoiselle de bonne famille qui n'a aucune intention de partager son fiancé avec une autre.
- Frollo tombe lui aussi amoureux d’Esmeralda mais son statut de prêtre l’empêche d’avoir une femme. Cet amour inattendu le tourmente.
- Quasimodo, le sonneur des cloches, s’éprend aussi de la belle, sauf qu’il est très laid, bossu, borgne et boiteux, et a une confiance entière et aveugle en Frollo, son maître, qui l’a élevé comme son propre fils après qu’il eut été abandonné par sa mère.

## À travers le monde
Après la première en France en 1998, au Palais des congrès de Paris, Notre-Dame de Paris a eu un succès à l'international et est adapté dans différentes langues :
- 1998 : Première à Paris.
- 1999 :
  - Première à Bruxelles (Belgique),
  - Tournée en France,
  - Première à Montréal (Québec),
  - Tournée au Canada.
- 2000 :
  - Première à Genève (Suisse),
  - Tournées en France, Belgique et au Canada,
  - Le 21 janvier 2000, Notre-Dame de Paris, dans une version raccourcie, fait ses débuts en langue anglaise (adaptation de Will Jennings) à Las Vegas (États-Unis) dans le complexe hôtel-casino Paris Las Vegas[3]. Les représentations dureront 7 mois[4],
  - Le 23 mai 2000, Londres (Angleterre) accueille le spectacle dans sa version anglaise au Dominion Theatre[5]. Il restera à l'affiche durant 18 mois (21 octobre 2001)[6].
- 2001 :
  - Tournées en Suisse et France,
  - 4 représentations à Milan (Italie) au Mediolanum Forum,
  - 5 représentations à Beiteddine (Liban) dans le cadre du festival annuel de la ville,
  - Changement de distributions pour une reprise au théâtre Mogador (Paris),
  - La comédie musicale est adaptée en espagnol et le 28 novembre 2001, la première se déroule à Barcelone (Espagne) au Palau dels Esports. Elle sera jouée jusqu'au 3 mars 2002[7].
- 2002 :
  - Tournée de la version française en France, Belgique et Suisse,
  - Première de la version française à Pékin (Chine) au palais de l'Assemblée du Peuple en fin d'année. Cette représentation fête le bicentenaire de la naissance de Victor Hugo (né en 1802), amoureux des arts chinois[8],
  - Adaptation en italien et mise en scène par David Zard. Représentations à travers l'Italie et permanence à Rome. Une représentation aura lieu dans les arènes de Vérone et sera enregistrée[9]. Un théâtre (GranTeatro) est spécialement construit dans la capitale italienne et recevra la pièce pendant 15 ans à plusieurs reprises [10],
  - Adaptation en russe et représentations à Moscou (Russie) au Moscow Operetta Theatre[11]. Elles s’arrêteront en 2004.
- 2003 :
  - Tournée de la version italienne en Italie,
  - 5 représentations de la version française à Shanghai (Chine) au Grand Opéra eurent lieu du 22 au 26 janvier 2003[12].
- 2004 :
  - Tournée de la version italienne en Italie.
- 2005 :
  - Tournée de la version italienne en Italie,
  - Tournée internationale (version française) à Séoul (Corée du Sud) en février[13], à Taipei (Taïwan) et à Montréal (Canada) au Centre Bell.
- 2006 :
  - Tournée internationale (version française) en Corée du Sud, Taïwan et première à Singapour.
- 2007 :
  - Tournée de la version italienne en Italie,
  - Adaptation en coréen et première en Corée du Sud au Gimhae Arts and Sports Center.
- 2008 - 2009 :
  - Tournée de la version italienne en Italie,
  - Tournée de la version coréenne en Corée du Sud.
- 2010 :
  - Adaptation en néerlandais et première à Anvers (Belgique) au Stadsshouwburg le 4 avril 2010[14].
- 2011 :
  - Tournée de la version italienne en Italie,
  - Tournée de la version anglaise en Chine,
  - Retour de la troupe originelle française pour 3 concerts à Paris-Bercy dans une version symphonique et une tournée en Russie et en Ukraine[15],[16].
- 2012 :
  - Tournée de la version anglaise en Chine, Corée du Sud et Russie,
  - Tournées des 10 ans de la version italienne en Italie.
- 2013 :
  - Tournée de la version anglaise en Chine, Corée du Sud, Japon, Taiwan, Russie et Singapour,
  - Tournée de la version coréenne en Corée du Sud.
- 2014 :
  - Première au Luxembourg de la version anglaise,
  - Première à Istanbul (Turquie) au Zorlu Center de la version anglaise,
  - Tournée de la version anglaise au Luxembourg, Turquie, Singapour,
  - Tournée de la version coréenne en Corée du Sud,
  - Tournée de la version française en Corée du Sud.
- 2015 :
  - Tournée de la version française (10e anniversaire) en Corée du Sud,
  - Tournée de la version française à Taiwan et au Liban.
- 2016 :
  - Tournée de la version italienne en Italie (distribution originelle),
  - Tournée de la version coréenne en Corée du Sud (nouvelle distribution),
  - Adaptation en polonais et première à Gdynia (Pologne) au TeatrMuzyczny le 9 septembre 2016[17],
  - Retour au Palais des congrès de Paris à partir du 23 novembre 2016 de la version française[18].
- 2017 :
  - Tournée de la version française en France[18].
- 2022 :
  - Tournée des 20 ans de la version italienne en Italie[19].
- 2024 :
  - Tournée internationale (version française) en Chine.
- 2025 :
  - Tournée internationale (version française) à Sofia (Bulgarie).

## Succès
Le tableau suivant reprend les différentes tournées de Notre-Dame de Paris avec les dates, le lieu et le nombre de représentations ainsi que le nombre de spectateurs:
| Durée               | Lieu         | Nombre de représentations | Nombre de spectateurs |
| ------------------- | ------------ | ------------------------- | --------------------- |
| 1998-2005           | France       | 750                       | 2 500 000             |
| 1999-2005           | Canada       | 350                       | 750 000               |
| 2000-2000           | Las Vegas    | 200                       | 200 000               |
| 2000-2001           | Londres      | 600                       | 600 000               |
| 2001-2002           | Barcelone    | 100                       | 100 000               |
| 2002-2012           | Italie       | 1 000                     | 2 500 000             |
| 2002-2004 2012-2013 | Moscou       | 300                       | 420 000               |
| 2002-2012           | Chine        | 100                       | 100 000               |
| 2005-2006 2012      | Taiwan       | 45                        | 110 000               |
| 2006-2016           | Corée du Sud | 850                       | 1 000 000             |
| 2006-2014           | Singapour    | 50                        | 50 000                |
| 2010                | Anvers       | 50                        | 75 000                |
| 2013                | Japon        | 40                        | 60 000                |
| 2014                | Istanbul     | 16                        | 35 000                |
| 2014                | Luxembourg   | 7                         | 20 000                |

Notre-Dame de Paris a ainsi été jouée plus de 4 458 fois devant 8 520 000 spectateurs (d'après le tableau).
Le spectacle a réuni trois millions[Passage contradictoire (ou 2 500 000, selon le tableau ci-dessus)] de spectateurs en France. La chanson Belle s'est vendue à 2,5 millions d'exemplaires et l'album à 19 millions d'exemplaires.

## Chansons

### Version 1998-1999
| Acte I 1. Ouverture - Orchestra 2. Le Temps des cathédrales - Gringoire 3. Les Sans-papiers - Clopin & Chorus 4. Intervention de Frollo - Frollo & Phœbus 5. Bohémienne - Esmeralda 6. Esmeralda tu sais - Clopin 7. Ces diamants-là - Fleur-de-Lys & Phœbus 8. La Fête des fous - Gringoire & Chorus 9. Le Pape des fous (Whole Song) - Quasimodo 10. La Sorcière - Frollo & Quasimodo 11. L'Enfant trouvé - Quasimodo 12. Les Portes de Paris (Whole Song) - Gringoire 13. Tentative d'enlèvement - Phœbus & Esmeralda 14. La Cour des miracles - Clopin, Chorus & Esmeralda 15. Le Mot Phœbus - Esmeralda & Gringoire 16. Beau comme le soleil - Esmeralda & Fleur-de-Lys 17. Déchiré - Phœbus 18. Anarkia - Frollo & Gringoire 19. À boire ! - Chorus, Frollo & Quasimodo 20. Belle - Quasimodo, Frollo & Phœbus 21. Ma maison, c'est ta maison - Quasimodo & Esmeralda 22. Ave Maria païen - Esmeralda 23. Je sens ma vie qui bascule - Frollo 24. Tu vas me détruire - Frollo 25. L'Ombre - Phœbus & Frollo 26. Le Val d'amour - Gringoire, Chorus & Phœbus 27. La Volupté - Phœbus & Esmeralda 28. Fatalité - Gringoire, Frollo, Quasimodo, Clopin & Fleur-de-Lys | Acte II 1. Florence - Frollo & Gringoire 2. Les Cloches - Gringoire, Frollo, Quasimodo & Chorus 3. Où est-elle ? - Frollo, Gringoire & Clopin 4. Les oiseaux qu'on met en cage - Esmeralda & Quasimodo 5. Condamnés - Clopin & Chorus 6. Le Procès - Frollo & Esmeralda 7. La Torture - Frollo & Esmeralda 8. Phœbus - Esmeralda 9. Être prêtre et aimer une femme - Frollo 10. La Monture - Fleur-de-Lys 11. Je reviens vers toi - Phœbus 12. Visite de Frollo à Esmeralda - Frollo & Esmeralda 13. Un matin tu dansais - Frollo & Esmeralda 14. Libérés - Quasimodo, Clopin, Gringoire, Esmeralda & Chorus 15. Lune - Gringoire 16. Je te laisse un sifflet - Quasimodo 17. Dieu que le monde est injuste - Quasimodo 18. Vivre - Esmeralda 19. L'Attaque de Notre-Dame - Clopin, Frollo, Phœbus, Esmeralda, Gringoire & Chorus 20. Déportés - Phœbus & Chorus 21. Mon maître, mon sauveur - Quasimodo & Frollo 22. Donnez-la-moi - Quasimodo 23. Danse mon Esmeralda - Quasimodo 24. Danse mon Esmeralda (Reprise) - Orchestra 25. Le Temps des cathédrales (Rappel) - Gringoire & Ensemble |

### Version française depuis 2016
| Acte I 1. Ouverture - Orchestra 2. Le Temps des cathédrales - Gringoire 3. Les Sans-papiers - Clopin & Chorus 4. Intervention de Frollo - Frollo & Phœbus 5. Danse d'Esmeralda - Phœbus 6. Bohémienne - Esmeralda 7. Esmeralda tu sais - Clopin & Esmeralda 8. Ces diamants-là - Fleur-de-Lys & Phœbus 9. La Fête des fous - Gringoire & Chorus 10. Le Pape des fous - Quasimodo 11. La Sorcière - Frollo & Quasimodo 12. L'Enfant trouvé - Quasimodo 13. Les Portes de Paris - Gringoire 14. Tentative d'enlèvement - Phœbus, Esmeralda, Gringoire & Frollo 15. La Cour des miracles - Clopin, Chorus, Gringoire & Esmeralda 16. Le Mot Phœbus - Esmeralda & Gringoire 17. Beau comme le soleil - Esmeralda & Fleur-de-Lys 18. Déchiré - Phœbus 19. Ananké - Frollo & Gringoire 20. À boire ! - Chorus, Frollo & Quasimodo 21. Belle - Quasimodo, Frollo & Phœbus 22. Ma maison, c'est ta maison - Quasimodo & Esmeralda 23. Ave Maria païen - Esmeralda 24. Si tu pouvais voir en moi - Quasimodo 25. Tu vas me détruire - Frollo 26. L'Ombre - Phœbus & Frollo 27. Le Val d'amour - Gringoire, Chorus & Phœbus 28. La Volupté - Phœbus & Esmeralda 29. Fatalité - Gringoire, Frollo, Quasimodo, Clopin & Fleur-de-Lys | Acte II 1. Florence - Frollo & Gringoire 2. Les Cloches - Gringoire, Frollo, Quasimodo & Chorus 3. Où est-elle ? - Frollo, Gringoire & Clopin 4. Les oiseaux qu'on met en cage - Esmeralda & Quasimodo 5. Condamnés - Clopin & Chorus 6. Le Procès - Frollo & Esmeralda 7. La Torture - Frollo & Esmeralda 8. Être prêtre et aimer une femme - Frollo 9. Phœbus - Esmeralda 10. Je reviens vers toi - Phœbus 11. La Monture - Fleur-de-Lys 12. Visite de Frollo à Esmeralda - Frollo & Esmeralda 13. Un matin tu dansais - Frollo & Esmeralda 14. Libérés - Quasimodo, Clopin, Gringoire, Esmeralda & Chorus 15. Lune - Gringoire 16. Je te laisse un sifflet - Quasimodo & Esmeralda 17. Dieu que le monde est injuste - Quasimodo 18. Vivre - Esmeralda 19. L'Attaque de Notre-Dame - Clopin, Frollo, Phœbus, Esmeralda, Gringoire & Chorus 20. Déportés - Phœbus & Chorus 21. Mon maître, mon sauveur - Quasimodo & Frollo 22. Donnez-la-moi - Quasimodo 23. Danse mon Esmeralda - Quasimodo 24. Le Temps des cathédrales (Reprise) - Gringoire & Ensemble |

### Version anglaise Londres 2000
| Acte I 1. Ouverture - Orchestra 2. The Age of the Cathedrals - Gringoire 3. The refugees - Clopin & Chorus 4. Frollo's intervention - Frollo & Phœbus 5. The Bohemian song - Esmeralda 6. Esmeralda You See - Clopin and Esmeralda 7. So look no more for love - Fleur-de-Lys & Phœbus 8. The Feast of Fools - Gringoire & Chorus 9. The king of fools - Quasimodo 10. The sorceress - Frollo & Quasimodo 11. The foundling - Quasimodo 12. The doors of Paris - Gringoire 13. Kidnap attempt - Phœbus, Esmeralda, Gringoire & Frollo 14. The Court of the Miracles - Clopin, Chorus, Gringoire & Esmeralda 15. The word Phœbus - Esmeralda & Gringoire 16. Shining like the sun - Esmeralda & Fleur-de-Lys 17. Torn apart - Phœbus 18. Anarchy - Frollo & Gringoire 19. Water please! - Chorus, Frollo & Quasimodo 20. Belle (is the only word) - Quasimodo, Frollo & Phœbus 21. Home in the sky - Quasimodo & Esmeralda 22. Pagan Ave Maria - Esmeralda 23. If you could see inside me - Quasimodo 24. Your love will kill me - Frollo 25. The shadow - Phœbus & Frollo 26. At Val d'Amour - Gringoire, Chorus & Phœbus 27. The voluptuary - Phœbus & Esmeralda 28. Destiny - Gringoire, Frollo, Quasimodo, Clopin & Fleur-de-Lys | (Intermission) Acte II 1. Talk to me of Florence - Frollo & Gringoire 2. The bells - Gringoire, Frollo, Quasimodo & Chorus 3. Where is she? - Frollo, Gringoire & Clopin 4. The birds they put in cages - Esmeralda & Quasimodo 5. Cast away - Clopin & Chorus 6. The trial - Frollo & Esmeralda 7. Torturer - Frollo & Esmeralda 8. I'm a priest - Frollo 9. Phœbus if you can hear - Esmeralda 10. To get back to you - Phœbus 11. My heart if you swear-Fleur-de-Lys 12. Frollo's visit to Esmeralda - Frollo & Esmeralda 13. On bright morning you danced - Frollo & Esmeralda 14. Free today - Quasimodo, Clopin, Gringoire, Esmeralda & Chorus 15. Moon - Gringoire 16. This small whistle I leave you - Quasimodo & Esmeralda 17. God you made the world all wrong - Quasimodo 18. Live for the one I love - Esmeralda 19. Attack of Notre-Dame - Clopin, Frollo, Phœbus, Esmeralda, Gringoire & Chorus 20. By royal law - Phœbus & Chorus 21. Master and saviour - Quasimodo & Frollo 22. Give her to me - Quasimodo 23. Dance my Esmeralda - Quasimodo 24. Dance my Esmeralda (Reprise) - Orchestra 25. The Age of the Cathedrals (Rappel) - Gringoire & Ensemble |

L'adaptation de la version anglaise a été réalisée par Will Jennings.
Un album studio contenant les principaux titres est sorti en France. Les artistes suivants ont été (ré)engagés pour créer la version anglaise sur scène : Tina Arena (Esmeralda), Garou (Quasimodo), Daniel Lavoie (Frollo), Steve Balsamo (Phœbus), Bruno Pelletier (Gringoire), Natasha St-Pier (Fleur-de-Lys), Luck Mervil (Clopin). Céline Dion participe à l'album en tant qu'invitée spéciale, elle y interprète une nouvelle version de la chanson Vivre.
Patrick Fiori (Phœbus dans la version francophone) voulait être présent sur l'album mais ne souhaitait pas reprendre son rôle sur la durée. De plus, ne maîtrisant pas l'anglais, il fut écarté par Richard Cocciante.

## Distributions

### Distributions francophones
|                                             |
| Hélène Ségara (ici en 2008) joue Esmeralda. |

|                                     |
| Garou (ici en 2009) joue Quasimodo. |

|                                                 |
| Daniel Lavoie (ici en 2013) joue Claude Frollo. |

|                                                      |
| Bruno Pelletier (ici en 2009) joue Pierre Gringoire. |

|                                                    |
| Luck Mervil (ici en 2007) joue Clopin Trouillefou. |

|                                             |
| Patrick Fiori (ici en 2014) incarne Phœbus. |

|                                                |
| Julie Zenatti (ici en 2011) joue Fleur-de-lys. |

| Année            | Pays                    | Personnages                                                    | Personnages                                                         | Personnages                                                          | Personnages                                                                 | Personnages                                            | Personnages                                             | Personnages                                                                         |
| Année            | Pays                    | Esmeralda                                                      | Quasimodo                                                           | Frollo                                                               | Gringoire                                                                   | Phœbus                                                 | Clopin                                                  | Fleur-de-Lys                                                                        |
| ---------------- | ----------------------- | -------------------------------------------------------------- | ------------------------------------------------------------------- | -------------------------------------------------------------------- | --------------------------------------------------------------------------- | ------------------------------------------------------ | ------------------------------------------------------- | ----------------------------------------------------------------------------------- |
| 1998 (originale) | France / Canada         | - Hélène Ségara                                                | - Garou                                                             | - Daniel Lavoie                                                      | - Bruno Pelletier                                                           | - Patrick Fiori                                        | - Luck Mervil                                           | - Julie Zenatti                                                                     |
| 1998 (doublure)  | France / Canada         | - Nadia Bel                                                    | - Jérôme Collet                                                     | - Jérôme Collet                                                      | - Damien Sargue                                                             | - Damien Sargue                                        | - Roddy Julienne                                        | - Nadia Bel                                                                         |
| 1999-2001        | France / Canada         | - Hélène Ségara - France D'Amour - Julie Zenatti               | - Garou - Mario Pelchat                                             | - Daniel Lavoie - Herbert Léonard - Robert Marien                    | - Bruno Pelletier - Renaud Hantson - Jean-François Breau - Sylvain Cossette | - Patrick Fiori - Richard Charest                      | - Luck Mervil - Charles Biddle Jr.                      | - Veronica Antico - Natasha St-Pier - Gabrielle Destroismaisons - Marie-Ève Janvier |
| 2001             | Milan                   | - Nadia Bel                                                    | - Mario Pelchat                                                     | - Herbert Léonard                                                    | - Michel Cerroni                                                            | - Richard Charest                                      | - Roddy Julienne                                        | - Veronica Antico - Claire Cappelletti                                              |
| 2001             | Beiteddine              | - Nadia Bel                                                    | - Mario Pelchat                                                     | - Jérôme Collet                                                      | - Jean-François Breau                                                       | - Richard Charest                                      | - Roddy Julienne                                        | - Veronica Antico                                                                   |
| 2001             | Paris                   | - Shirel - Nadia Bel - Anne Meson                              | - Adrian Devil - Jérôme Collet                                      | - Michel Pascal - Jérôme Collet                                      | - Cyril Niccolai - Laurent Bàn                                              | - Richard Charest - Laurent Bàn                        | - Roddy Julienne - Eddie Soroman                        | - Veronica Antico - Claire Cappelletti - Anne Meson                                 |
| 2002             | Pékin                   | - Shirel                                                       | - Adrian Devil - Jérôme Collet                                      | - Michel Pascal                                                      | - Cyril Niccolai                                                            | - Richard Charest                                      | - Roddy Julienne                                        | - Claire Cappelletti - Anne Meson                                                   |
| 2005             | Séoul                   | Nadia Bel                                                      | Matt Laurent                                                        | Michel Pascal                                                        | Richard Charest                                                             | Laurent Bàn                                            | Roddy Julienne                                          | Chiara Di Bari                                                                      |
| 2005             | France                  | -Mélanie Renaud -Nadia Bel                                     | -Jérôme Collet -Yvan Pavlak                                         | -Robert Marien -Yvan Pavlak                                          | -Richard Charest -Cyril Niccolai                                            | -Laurent Bàn -Cyril Niccolai                           | -Roddy Julienne -Gardy Fury                             | -Marilou Bourdon -Nadia Bel                                                         |
| 2005             | Taipei                  | Nadia Bel                                                      | Matt Laurent                                                        | Michel Pascal                                                        | Richard Charest                                                             | Laurent Bàn                                            | Roddy Julienne                                          | Chiara Di Bari                                                                      |
| 2005             | Canada                  | Mélanie Renaud                                                 | Gino Quilico                                                        | Robert Marien                                                        | Jean-François Breau                                                         | Richard Charest                                        | Roddy Julienne                                          | Brigitte Marchand                                                                   |
| 2006             | Singapour               | Mélanie Renaud                                                 | Matt Laurent                                                        | Jérôme Collet                                                        | Cyril Niccolai                                                              | Laurent Bàn                                            | Roddy Julienne                                          | Chiara Di Bari                                                                      |
| 2012             | Russie tournée          | -Alessandra Ferrari -Myriam Brousseau                          | -Matt Laurent -Angelo Del Vecchio                                   | -Robert Marien -Jérôme Collet                                        | -Richard Charest                                                            | -Yvan Pedneault -Gab Desmond                           | -Ian Carlyle -Angelo Del Vecchio                        | -Elicia Mc'Kenzie -Myriam Brousseau                                                 |
| 2013             | Japon tournée           | -Alessandra Ferrari -Myriam Brousseau                          | -Matt Laurent -Angelo Del Vecchio                                   | -Robert Marien -Jérôme Collet                                        | -Richard Charest -Gab Desmond                                               | -Yvan Pedneault -Gab Desmond                           | -Ian Carlyle -Angelo Del Vecchio                        | -Elicia Mc'Kenzie -Myriam Brousseau                                                 |
| 2014-2015        | Corée tournée           | -Stéphanie Bédard -Myriam Brousseau                            | -Matt Laurent -Angelo Del Vecchio                                   | -Robert Marien -Jérôme Collet                                        | -Richard Charest -John Eyzen                                                | -Yvan Pedneault -John Eyzen                            | -Roddy Julienne -Angelo Del Vecchio -Gardy Fury         | -Stéphanie Schlesser -Myriam Brousseau                                              |
| 2015             | Corée tournée           | -Stéphanie Bédard -Myriam Brousseau                            | -Matt Laurent -Angelo Del Vecchio                                   | -Robert Marien -Jérôme Collet                                        | -Richard Charest -John Eyzen                                                | -Jérémy Amelin -John Eyzen                             | -Luck Mervil -Angelo Del Vecchio                        | -Charlotte Bizjak -Myriam Brousseau                                                 |
| 2016-2017        | Paris & France tournée  | -Hiba Tawaji -Elhaida Dani                                     | -Angelo Del Vecchio -Rodrigue Galio                                 | -Daniel Lavoie -Robert Marien                                        | -Richard Charest -Kaël -Florian Carli                                       | -Martin Giroux -Florian Carli                          | -Jay -Jean-Michel Vaubien                               | -Alyzée Lalande -Idesse -Elhaida Dani                                               |
| 2017             | Taipei                  | -Hiba Tawaji -Elhaida Dani                                     | -Angelo Del Vecchio -Rodrigue Galio                                 | -Robert Marien -Julien Mior -Lambert                                 | -Richard Charest -Kaël                                                      | -Martin Giroux -Florian Carli                          | -Jay -Jean-Michel Vaubien                               | -Alyzée Lalande -Idesse                                                             |
| 2018             | Russie & Canada tournée | -Hiba Tawaji -Elhaida Dani                                     | -Angelo Del Vecchio -Rodrigue Galio (Russie) -Matt Laurent (Québec) | -Daniel Lavoie -Robert Marien                                        | -Richard Charest -Florian Carli                                             | -Martin Giroux -Florian Carli -Yvan Pednault (Québec)  | -Jay -Jean-Michel Vaubien (Russie) -Gardy Fury (Québec) | -Idesse -Elhaida Dani -Valérie Carpentier (Québec)                                  |
| 2018-2019        | Paris & Londres         | -Hiba Tawaji -Elhaida Dani                                     | -Angelo Del Vecchio -Rodrigue Galio                                 | -Daniel Lavoie -Julien Mior -Lambert                                 | -Richard Charest -Florian Carli                                             | -Martin Giroux -Florian Carli                          | -Jay -Roddy Julienne                                    | -Alyzée Lalande -Elhaida Dani                                                       |
| 2019             | Taipei                  | -Hiba Tawaji -Elhaida Dani                                     | -Angelo Del Vecchio -Jérôme Collet                                  | -Daniel Lavoie -Jérôme Collet                                        | -Richard Charest -Florian Carli                                             | -Gian Marco Schiaretti -Florian Carli                  | -Jay -Isaac Enzi                                        | -Camille Nicolas -Elhaida Dani                                                      |
| 2019             | Chine tournée           | -Hiba Tawaji -Elhaida Dani -Alessandra Ferrari -Romina Palmeri | -Angelo Del Vecchio -Jérôme Collet                                  | -Robert Marien -Jérôme Collet -Daniel Lavoie                         | -Richard Charest -Florian Carli                                             | -Jérémy Amelin -Florian Carli                          | -Jay -Isaac Enzi                                        | -Salomé Dirmann -Elhaida Dani -Alessandra Ferrari -Romina Palmeri                   |
| 2020-2021        | Corée tournée           | -Elhaida Dani -Jaime Bono -Romina Palmeri                      | -Angelo Del Vecchio -Maximilien Philippe -José Dufour               | -Daniel Lavoie -Solal -José Dufour -Robert Marien                    | -Richard Charest -John Eyzen                                                | -Gian Marco Schiaretti -John Eyzen -Florian Carli      | -Jay -Isaac Enzi                                        | -Alyzée Lalande -Emma Lépine -Jaime Bono -Charlotte Bizjak -Romina Palmeri          |
| 2021             | Taiwan tournée          | -Elhaida Dani -Jaime Bono                                      | -Angelo Del Vecchio -Maximilien Philippe                            | -Solal -Laurent Bàn                                                  | -John Eyzen -Éric Jetner                                                    | -Gian Marco Schiaretti -Éric Jetner                    | -Jay -Isaac Enzi                                        | -Emma Lépine -Jaime Bono                                                            |
| 2022             | New York                | -Hiba Tawaji -Jaime Bono                                       | -Angelo Del Vecchio -Philippe Tremblay                              | -Daniel Lavoie -Robert Marien                                        | -Gian Marco Schiaretti -John Eyzen                                          | -Yvan Pedneault -John Eyzen                            | -Jay -Mike Lee                                          | -Emma Lépine -Jaime Bono                                                            |
| 2022             | Canada tournée          | -Elhaida Dani -Jaime Bono                                      | -Angelo Del Vecchio -Philippe Tremblay                              | -Daniel Lavoie -Robert Marien                                        | -Bruno Pelletier -Gian Marco Schiaretti -Éric Jetner                        | -Gian Marco Schiaretti -Martin Giroux -Yvan Pedneault  | -Jay -Mike Lee                                          | -Emma Lépine -Jaime Bono                                                            |
| 2023             | Istanbul                | -Elhaida Dani -Jaime Bono                                      | -Angelo Del Vecchio -Philippe Tremblay                              | -Daniel Lavoie -Robert Marien                                        | -Gian Marco Schiaretti -Éric Jetner                                         | -Martin Giroux -Éric Jetner                            | -Jay -Mike Lee                                          | -Emma Lépine -Jaime Bono                                                            |
| 2023             | New York                | -Elhaida Dani -Jaime Bono                                      | -Angelo Del Vecchio -Philippe Tremblay                              | -Daniel Lavoie -Robert Marien                                        | -Gian Marco Schiaretti -Éric Jetner                                         | -Jérémy Amelin -Éric Jetner                            | -Jay -Mike Lee                                          | -Alyzée Lalande -Jaime Bono                                                         |
| 2023-2024        | Paris                   | -Hiba Tawaji -Jaime Bono                                       | -Angelo Del Vecchio -Philippe Tremblay                              | -Daniel Lavoie -Solal                                                | -Gian Marco Schiaretti -Éric Jetner                                         | -Damien Sargue -Éric Jetner                            | -Jay -Mike Lee                                          | -Alyzée Lalande -Jaime Bono                                                         |
| 2024             | France tournée          | -Hiba Tawaji -Jaime Bono -Elhaida Dani                         | -Angelo Del Vecchio -Philippe Tremblay                              | -Daniel Lavoie -Solal -Robert Marien                                 | -Florian Carli -Gian Marco Schiaretti -Éric Jetner                          | -Damien Sargue -Éric Jetner -Florian Carli             | -Jay -Mike Lee                                          | -Jaime Bono -Salomé Dirmann -Alyzée Lalande                                         |
| 2024-2025        | Chine                   | -Elhaida Dani -Jaime Bono -Alyzée Lalande -Roxane Filion       | -Angelo Del Vecchio -Philippe Tremblay                              | -Jérôme Collet -Thomas Bronzini -Robert Marien -Solal -Daniel Lavoie | -Florian Carli -Éric Jetner -Gian Marco Schiaretti -John Eyzen              | -Damien Sargue -Éric Jetner -Florian Carli -John Eyzen | -Jay -Mike Lee                                          | -Emma Lépine -Jaime Bono -Alyzée Lalande                                            |

### Distributions internationales
| Année     | Pays           | Langue      | Personnages                                                         | Personnages                                                                 | Personnages                                             | Personnages                                           | Personnages                                                         | Personnages                                 | Personnages                                                              |
| Année     | Pays           | Langue      | Esmeralda                                                           | Quasimodo                                                                   | Frollo                                                  | Gringoire                                             | Phœbus                                                              | Clopin                                      | Fleur-de-Lys                                                             |
| --------- | -------------- | ----------- | ------------------------------------------------------------------- | --------------------------------------------------------------------------- | ------------------------------------------------------- | ----------------------------------------------------- | ------------------------------------------------------------------- | ------------------------------------------- | ------------------------------------------------------------------------ |
| 2000      | Las Vegas      | anglais     | - Janien Masse                                                      | - Doug Storm                                                                | - Francis Ruivivar                                      | - Deven May (en)                                      | - Mark Smith                                                        | - David Jennings                            | - Jessica Grove                                                          |
| 2000      | Londres        | anglais     | - Tina Arena                                                        | - Garou                                                                     | - Daniel Lavoie                                         | - Bruno Pelletier                                     | - Steve Balsamo                                                     | - Luck Mervil                               | - Natasha St-Pier                                                        |
| 2001      | Londres        | anglais     | - Dannii Minogue                                                    | - Ian Pirie                                                                 | - Fred Johanson                                         | - John Partridge - Sylvain Cossette                   | - Dean Collinson                                                    | - Andrew Playfoot                           | - Kate Pinell                                                            |
| 2001      | Barcelone      | espagnol    | - Tahis Ciurana                                                     | - Albert Martinez                                                           | - Enrique Sequero                                       | - Daniel Angles                                       | - Lisardo Guarinos                                                  | - Paco Arrojo                               | - Elvira Prado                                                           |
| 2002-2003 | Italie         | italien     | - Lola Ponce                                                        | - Gio di Tonno                                                              | - Vittorio Matteucci                                    | - Matteo Setti                                        | - Graziano Galatone                                                 | - Marco Guerzoni                            | - Claudia D'Ottavi                                                       |
| 2002      | Moscou         | russe       | -Svetlana Svetikova -Théona Dol'nikova -Diana Savélieva             | -Viatcheslav Petkoun -Timour Vedernikov -Valéry Ïaremenko -Andrey Belyavsky | -Alexander Marakoulin -Igor Balalàev -Alexander Golubev | -Alexander Postolenko -Vladimir Dybsky                | -Anton Makarsky -Edward Shoulzhevsky -Maxim Novikov -Alexey Sekirïn | -Sergueï Li -Victor Burko -Victor Esin      | -Anastasia Stotskàïa -Catherine Maslovskaïa -Anna Nevskaya -Anna Pingina |
| 2007-2008 | Corée          | coréen      | -Choi Sung-hee (Bada) -Oh Jin-yeong                                 | -Yun Hyeong-ryeol -Kim Beop-rae                                             | -Seo Beom-seok -Ryu Chang-woo                           | -Kim Tae-hun -Park Eun-tae                            | -Kim Sung-min -Kim Tae-hyeong                                       | -Lee Jeong-yeol -Mun Jong-won               | -Kim Jeong-hyeon -Gwak Sun-young                                         |
| 2010      | Belgique       | néerlandais | -Sandrine Van Handenhoven -Sasha Rosen                              | -Gene Thomas                                                                | -Wim Van Den Driessche                                  | -Dennis ten Vergert                                   | -Tim Driesen                                                        | -Clayton Peroti                             | -Jorien zevart                                                           |
| 2016      | Corée          | coréen      | -Gongjoo Yoon -Nayoung Jun -Lina                                    | -Kwangho Hong -K Will -Jongwon Moon                                         | -Bumseok Seo -Minchul Choi                              | -Michael Lee -Dahyun Kim -Dongha Jung                 | -Jonghyuk Oh -Chungju Lee                                           | -Songkwon Park -Jongwon Moon                | -Gumna Kim -Daeun                                                        |
| 2016      | Pologne        | polonais    | -Maja Gadzińska -Ewa Kłosowicz                                      | -Janusz Kruciński -Michal Grobelny                                          | -Artur Guza -Piotr Płuska                               | -Maciej Podgórzak -Jan Traczyk -Bartosz Oszczędłowski | -Maciej Podgórzak -Przemysław Zubowicz -Jan Traczyk                 | -Krzysztof Wojciechowski -Łukasz Zagrobelny | -Kaja Mianowana -Weronika Walenciak -Ewelina Hinc                        |
| 2016-2017 | Italie tournée | italien     | -Lola Ponce -Alessandra Ferrari -Tania Tuccinardi -Federica Callori | -Giò Di Tonno -Lorenzo Campani -Angelo Del Vecchio                          | -Vittorio Matteucci -Marco Manca                        | -Matteo Setti -Luca Marconi -Riccardo Maccaferri      | -Graziano Galatone -Luca Marconi                                    | -Leonardo Di Minno -Lorenzo Campani         | -Tania Tuccinardi -Alessandra Ferrari -Federica Callori                  |

## Discographie

### Française
- 1997 : version studio 1 CD 16 titres
- 1998 : Version Live Intégrale 2 CD "Palais des Congrès"
- 2001 : Version Live Intégrale 2CD "Mogador"
- 2017 : Version Live Intégrale 2 CD "2017"

### Italienne
- 2001 : version studio 1 CD 16 titres
- 2002 : version live intégrale 2 CD

## Production
(décembre 2016).
Si vous disposez d'ouvrages ou d'articles de référence ou si vous connaissez des sites web de qualité traitant du thème abordé ici, merci de compléter l'article en donnant les références utiles à sa vérifiabilité et en les liant à la section « Notes et références ».

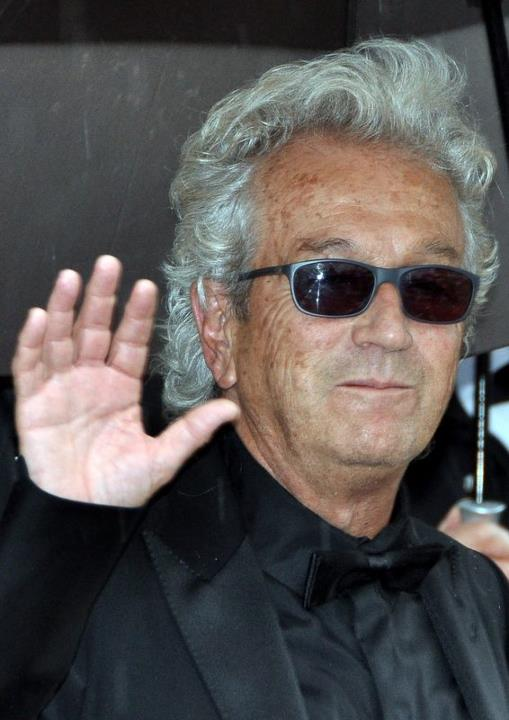
Luc Plamodon (photographié au festival de Cannes en 2012) écrit les paroles de Notre-Dame de Paris.

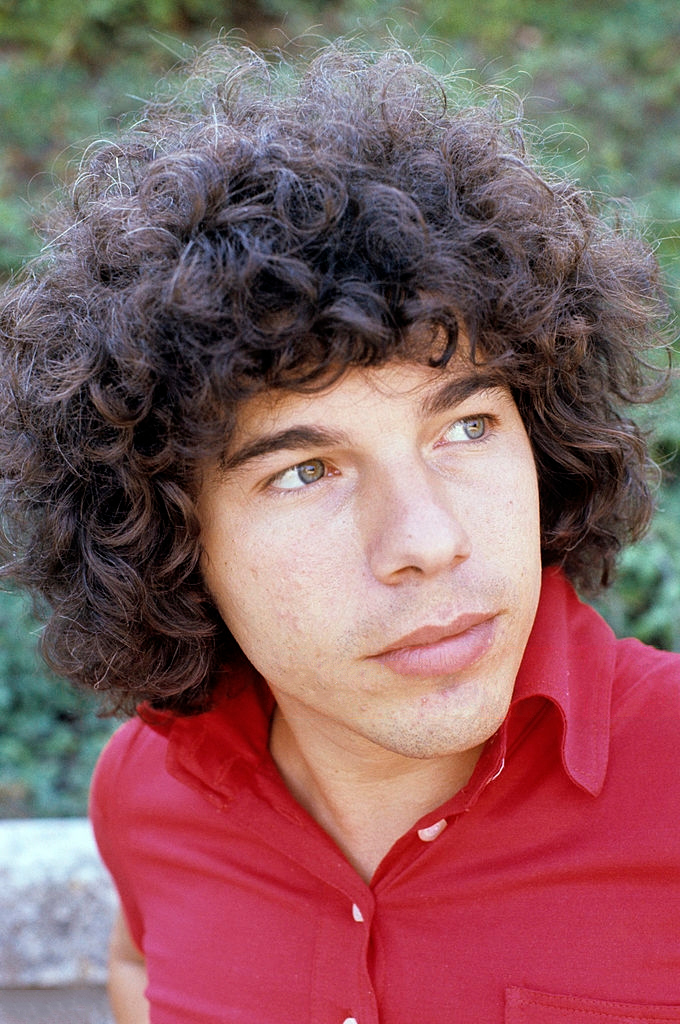
Richard Cocciante (ici en 1974) compose la musique.

En 1993, après le phénoménal succès de Starmania, mis en scène depuis 1978, et l'échec de La Légende de Jimmy, créé en 1990, le parolier des opéras-rock, Luc Plamondon, décide de s’inspirer d’une grande histoire pour écrire son prochain opéra moderne. Il se plonge dans la lecture de Notre-Dame de Paris ; sur les six cents pages qu’il lit, il note une trentaine d’idée de chansons. « Je voulais mettre en chanson une grande histoire connue dans le monde entier. Qui sait, cela m’ouvrira peut-être les portes… du reste de la terre. » Il se souvient des musiques qu’un de ses anciens collaborateurs, Richard Cocciante, avait écrites peu de temps avant, qui traînaient dans des tiroirs et qu’ils réservaient pour « un Grand Projet ».
C’est à Richard que Luc propose la comédie musicale. D’abord sceptique, il déclare : « J'avais d’abord assez peur de m’attaquer à un tel monument de la littérature française ».
C’est par la beauté des paroles de la chanson Belle qu'il est convaincu et croit au projet de son ami, chanson qui sera, cinq ans plus tard, le véritable déclic de l’œuvre. Luc Plamondon avoue plus tard avoir eu l'idée de cette chanson après avoir vu le film Notre-Dame de Paris de Jean Delannoy (1956), avec Anthony Quinn et Gina Lollobrigida.
De 1994 à 1996, Luc Plamondon et Richard Cocciante consacrent trois ans à l'écriture et à la composition de Notre-Dame de Paris. Ils s'aperçoivent qu'ils ont créé un spectacle musical de près de trois heures. Il faut ainsi en retirer pas loin d’une heure. C’est à ce moment que le metteur en scène, Gilles Maheu, intervient. Homme de théâtre d'avant-garde, il avoue qu’il serait très tenté par une comédie musicale. Aux mots de Maheu, Plamondon s’empresse de répondre : « Mon nouveau projet ne t’intéressera pas, c’est un sujet très classique ! » Luc finit par accepter lorsque Gilles insiste en lui rétorquant : « Sais-tu que la première œuvre de ma jeunesse fut un ballet sur Esmeralda et ses trois amoureux ? ». Le texte contient des références à l'actualité contemporaine en France dont notamment le mouvement des sans-papiers de 1996 avec le refuge dans l'église Saint-Bernard ainsi que le décor modernisé,.
Le plus gros travail étant achevé, Luc et Richard se mettent à la recherche d'un producteur pour le drame musical. Après avoir essuyé trois refus d'importance dans l'univers du spectacle, Guy Darmet, directeur de la Maison de la Danse à Lyon et ami de longue date de Plamondon, le présente à Victor Bosch, patron du Transbordeur. Ce dernier se montre plutôt intéressé et organise un rendez-vous avec Charles Talar qui annonce d'emblée : « Une comédie musicale de Plamondon, ça m'intéresse, la musique de Cocciante, c'est formidable, et un roman de Victor Hugo, ça me va ! ». Et sans avoir rien lu, ni entendu, il leur déclare : « Si vous êtes d'accord, je produis l'album et le spectacle avec Victor. » Une écoute fut tout de même organisée. S'accompagnant au piano, Richard joue tous les rôles, Luc situe les scènes. Le Palais des congrès veut Notre-Dame de Paris pour l'automne 1998. Le contrat est signé en janvier 1997.

### L'album
L'album original est enregistré et mixé au studio Artistic Palace à Paris, avec Manu Guiot à la console. Quant à l'album intégral, il est enregistré en public au Palais des Congrès en octobre 1998.

### Les arrangements
Cocciante s'adjoint comme arrangeurs Serge Perathoner et Jannick Top. L'un au clavier, l'autre à la basse, ils forment avec Claude Engel aux guitares, Marc Chantereau et Claude Salmieri aux percussions, un groupe acoustique exécutant la musique du disque et du spectacle. Les cordes sont enregistrés à Rome et dirigés par Serge Perathoner.

### Les concepteurs
Gilles Maheu, quant à lui, se met à la recherche de ses concepteurs visuels, en Europe, sauf Alain Lortie, pour la lumière, qu'il amènera de Montréal. Pour l'univers du décor, il choisit Christian Rätz, à Strasbourg ; dans la mode parisienne, la styliste Fred Sathal pour créer les costumes ; et dans le ballet contemporain, à Amsterdam, le chorégraphe Martino Müller.

### Les auditions
Près de quatre cents chanteurs ont été entendus des deux côtés de l'Atlantique, sept seulement seront retenus. Six cents danseurs et acrobates auditionnent pour l'aventure, seize sont retenus. Durant plus de deux ans, ils font partie intégrante de la troupe et assurent leurs tâches tous les soirs. La troupe complète provient de douze pays différents. Une quarantaine de techniciens, machinistes, coiffeurs, maquilleurs, habilleuses et assistants sont ensuite engagés.

### Le marketing
Charles Talar élabore une stratégie de marketing du disque et du spectacle où il met à contribution ses trente-cinq ans de métiers et plusieurs sponsors. Réunions hebdomadaires dans ses bureaux avec les créateurs, l'équipe de production et l'agence de promotion. Le coup d'envoi est l'affichage, sur la façade du Palais des Congrès, d'une fresque de 700 mètres carrés représentant « NOTRE-DAME de Paris », un an avant la première sur scène. Une fresque confectionnée par Maxime Ruitz et Alain Siauve.

### La distribution
Trois vedettes sont choisies au Québec : Daniel Lavoie (Frollo), présent sur l'album Les Romantiques, Bruno Pelletier (Gringoire), qui a déjà participé à Starmania en 1994 au Théâtre Mogador et à La Légende de Jimmy, et Luck Mervil (Clopin).
Et trois autres découvertes : Patrick Fiori, (Phœbus), Julie Zenatti, (Fleur-de-Lys) et Garou, un autre Québécois (Quasimodo). La chanteuse Israélienne Noa accepte de chanter Esmeralda sur le disque mais se désiste pour la scène disant « qu'elle ne parle pas assez bien le français ». Luc, Richard et Gilles découvrent Hélène Ségara. Elle crée le rôle sur scène.

### Les doublures
Et parmi toutes les doublures et ceux qui ont repris les rôles : Mario Pelchat, France D'Amour, Damien Sargue, Herbert Léonard, Renaud Hantson, Nadia Bel, Natasha St-Pier (créatrice de Fleur-de-Lys au Québec), Véronica Antico, Roddy Julienne, Richard Charest, Jérôme Collet, Matt Laurent, Michel Ceronni, Shirel.
Notre-Dame de Paris a remis à la mode la comédie musicale en France, puisque dans les années suivantes d'autres spectacles ont droit à autant de promotion. La réussite de la comédie est due en partie à l'histoire, basée sur une intrigue amoureuse, mais aussi à la sortie radiophonique et télévisuelle d'une partie des œuvres de la comédie dans l'année précédant le premier spectacle. Cette forme de promotion a été reprise pour la version anglaise dont le titre Live a été chantée par Céline Dion, même si elle ne joua pas dans ce spectacle.
Quatre chansons ont ainsi eu une carrière en tant que CD simple :
- Vivre, dont le vidéo-clip montrait Notre-Dame de Paris reconstituée par ordinateur ;
- Belle[note 4], interprétée par le trio Garou, Lavoie et Fiori ;
- Le Temps des cathédrales, chanson d'ouverture de la comédie musicale ;
- Dieu que le monde est injuste, interprétée par Garou.

## Retour en 2016
En février 2016, Luc Plamondon et Richard Cocciante annoncent qu'un retour de la comédie musicale est prévu en novembre 2016, avec un tout nouveau casting. Le 30 mai, le nouveau casting est révélé lors d'un show-case au Théâtre du Châtelet :
- Esmeralda est interprétée par Hiba Tawaji (en alternance avec Elhaida Dani), star libanaise et demi-finaliste de la saison 4 de l’émission The Voice,
- Quasimodo est interprété par Angelo Del Vecchio (en alternance avec Rodrigue Galio), rôle qu'il tenait déjà dans la version italienne puis anglaise du spectacle,
- Frollo est interprété par Daniel Lavoie (en alternances avec Robert Marien), qui était le premier chanteur à l'interpréter (c'est le seul de la troupe originale de 1998 qui revient à la comédie musicale dans son rôle),
- Phœbus est interprété par Martin Giroux (en alternance avec Florian Carli), participant de la deuxième édition de Star Académie au Québec en 2004,
- Fleur-de-Lys est interprétée par Alyzée Lalande (en alternance avec Idesse, de son vrai nom Marie Janssens),
- Clopin est interprété par Jay (en alternance avec Jean-Michel Vaubien), membre du groupe Poetic Lover,
- Gringoire est interprété par Richard Charest (en alternance avec Florian Carli), qui tenait déjà les rôles de Gringoire puis de Phœbus durant les tournées internationales du spectacle de 1999 à 2015[32].

Richard Cocciante annonce que le spectacle sera fidèle à la mise en scène originale, mais que les costumes de Fred Sathal connaîtront une mise à jour, sous la houlette de Caroline Villette Van Assche.
La nouvelle troupe s'est produite du 23 novembre 2016 au 8 janvier 2017 puis du 21 décembre 2018 au 6 janvier 2019 au Palais des Congrès à Paris. D'autres représentations en France et dans le monde ont également été jouées en 2017 et 2018.

## Incendie de la cathédrale
À la suite de l'incendie de la cathédrale Notre-Dame de Paris, la représentation du 16 septembre 1998 est diffusée le 16 avril 2019 sur W9. Il s'agit de la première retransmission télévisée de la comédie musicale. Une pétition est également lancée pour que l'équipe originelle de 1998 se réunisse à nouveau et organise un concert de charité dont les bénéfices seront reversés à la reconstruction de l'édifice religieux. Luc Plamondon, parolier de la comédie musicale, se dit partant.

## Récompenses
- Victoires de la musique 1999 :
  - Spectacle musical
  - Chanson de l'année pour Belle

### Certifications
| Année | Album               | Certification | Pays/associations | Ventes/équivalence |
| ----- | ------------------- | ------------- | ----------------- | ------------------ |
| 1998  | Notre-Dame de Paris | diamant       | France (SNEP)     | 1 000 000          |